# Justus von Liebig
Justus svobodný pán von Liebig (12. května 1803 Darmstadt – 18. dubna 1873 Mnichov) byl německý chemik, který se zasloužil o rozvoj chemie – zvláště v oblasti agrochemie a organické chemie. Je zakladatelem aplikace průmyslových hnojiv. Vypracoval metodiku analýzy organických látek a připravil řadu významných organických látek. Jeho studie extrakce masa vedly k založení firmy vyrábějící Liebigův masový extrakt doporučovaný jako posilující potravina. Jako univerzitní profesor modernizoval výuku chemie spojením přednášek s praktickými  experimenty a vychoval mnoho významných chemiků. 

## Život

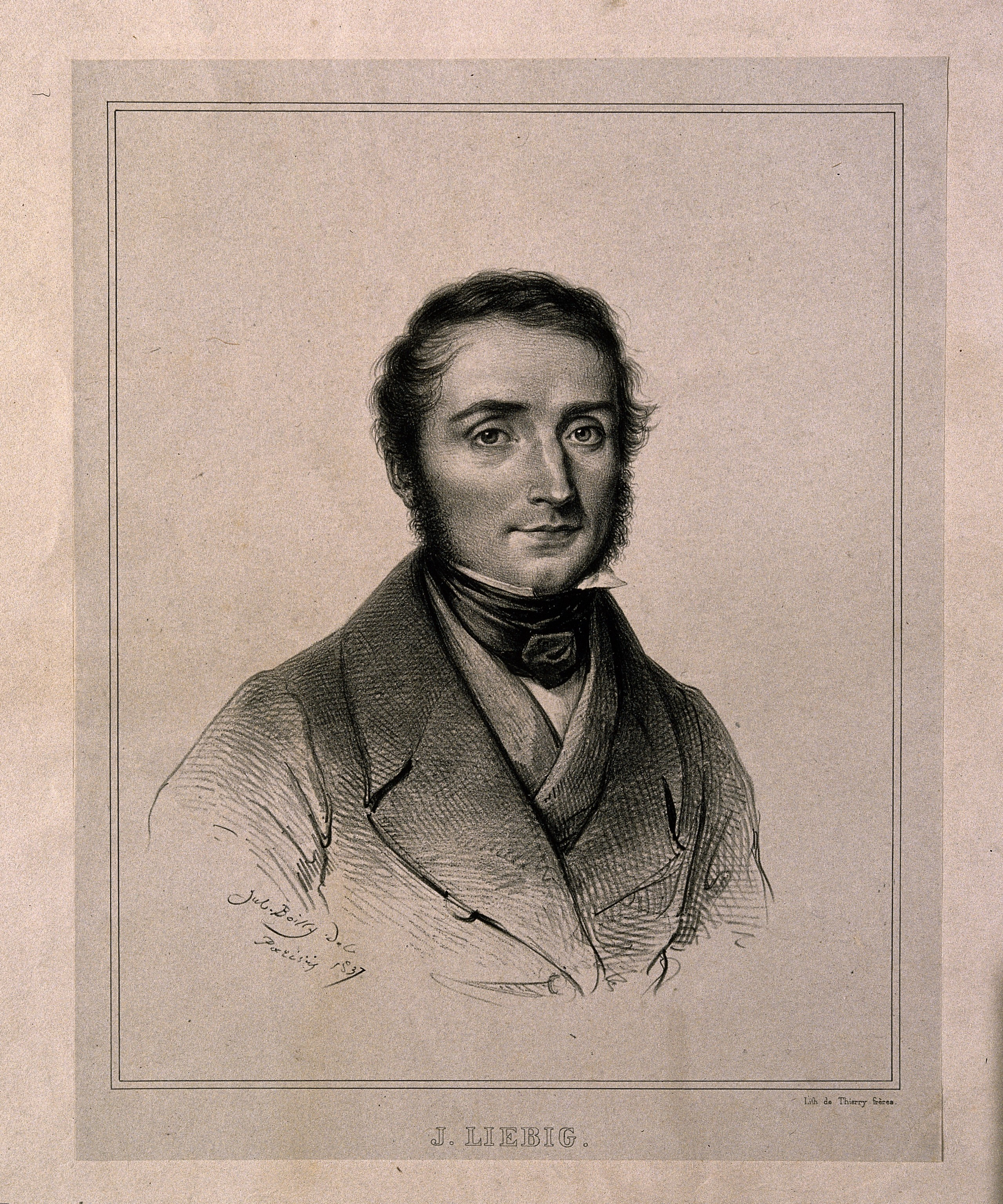
Justus von Liebig, litografie z roku 1837

Liebig byl synem drogisty a  otcovo povolání ovlivnilo jeho trvalý zájem o chemii. Své vzdělání zahájil v lékárně v Heppenheimu a od roku 1819 pokračoval studiem chemie na univerzitě v Bonnu u profesora Kastnera.  V roce 1821 následoval Kastnera na univerzitu v Erlangenu. V březnu 1822 musel studia přerušit, protože se zúčastnil studentských bouří a byl členem zakázaného Burschenschaftu. Vrátil se do Darmstadtu, kde se z téhož důvodu ocitl v městském vězení.  Na Kastnerovu přímluvu získal velkovévodské stipendium ke studiu na Sorbonně a  odjel do Paříže, kde pracoval v laboratoři francouzského chemika J. L. Gay-Lussaca (1778–1850).   V roce 1823 získal Liebig doktorát od Kastnera v Erlangenu v nepřítomnosti na základě svých písemných prací a bez obhajoby práce. 
Na doporučení německého učence A. von Humboldta (1769–1859) byl roku 1824 povolán jako mimořádný profesor na univerzitu do hesenského města Gießenu (tato univerzita nese jeho jméno), kde proslul založením vynikající laboratoře.  Když se stal roku 1825 řádným profesorem, vybudoval v Gießenu chemicko-farmaceutický ústav, první v Německu, kde byla praktická cvičení studentů neoddělitelným doplňkem přednášek z chemie. Společně s Friedrichem Wöhlerem se zasloužil o rozvoj organické chemie. V roce 1838 se stal členem korespondentem Bavorské akademie věd v Mnichově. V roce 1845 byl povýšen do dědičného šlechtického stavu barona jako svobodný pán z Liebigů. V roce 1848 byl jmenován členem Rakouské akademie věd.  V roce 1851 mu pruský král Friedrich Wilhelm IV. udělil řád Pour le mérite pro vědu a umění. 
V roce 1852 přijal pozvání bavorské vlády, aby nastoupil jako řádný profesor na Mnichovskou univerzitu, kde setrval až do své smrti. Liebig přitom pokračoval ve svém úsilí o popularizaci chemie a kromě mezi studenty populárních experimentálních přednášek pravidelně pořádal veřejné večerní přednášky, které obyvatelstvo považovalo za významné společenské události. Zemřel 18. dubna 1873 na zápal plic v Mnichově. 
V Liebigově historické laboratoři v Gießenu bylo roku 1920 otevřeno muzeum připomínající jeho celoživotní dílo.  V roce 1957 byla univerzita v Gießenu přeměněna na Univerzitu Justuse Liebiga.

## Výzkum a objevy

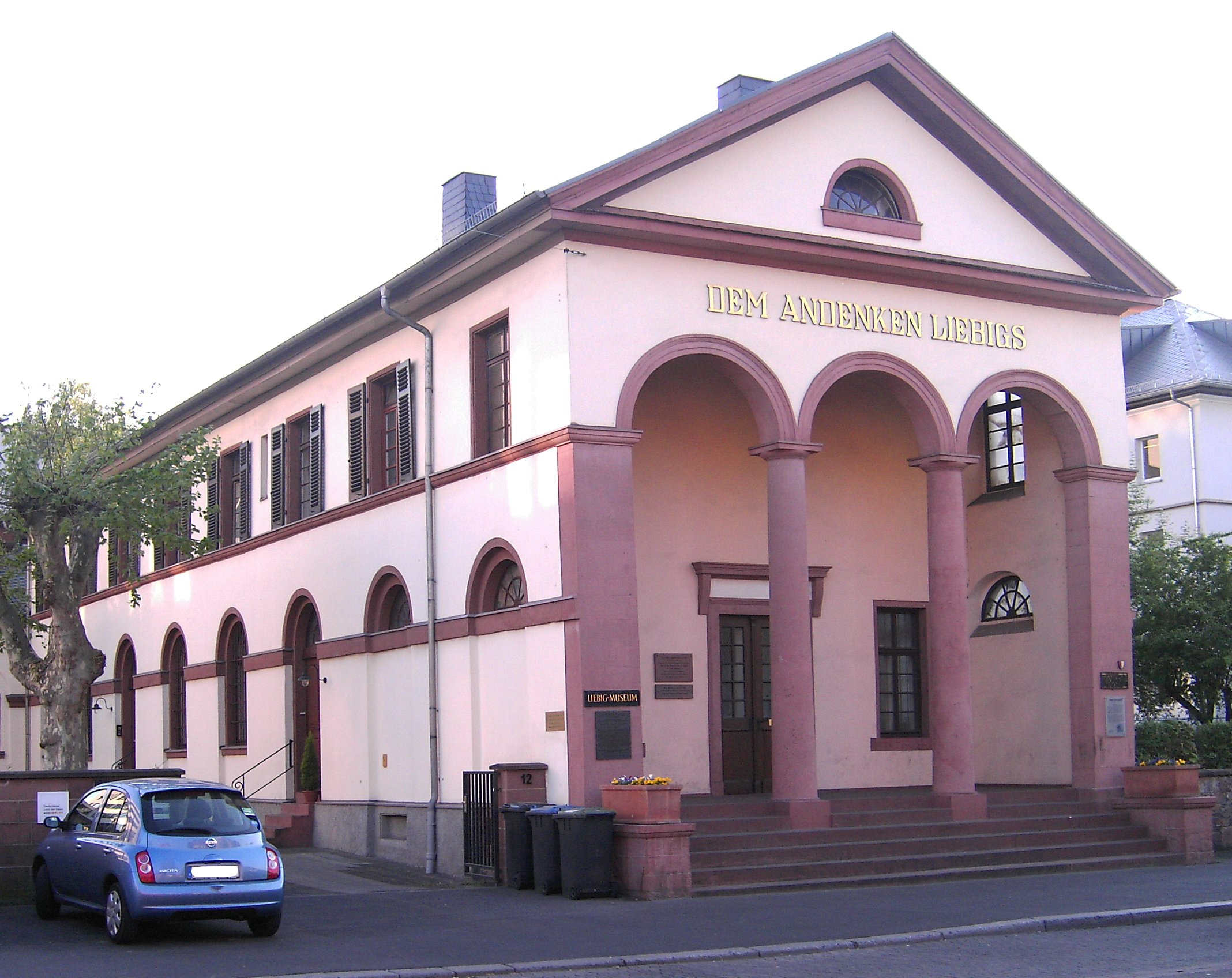
Liebigovo muzeum v Giessenu

Do období pobytu v Paříži u J. L. Gay-Lussaca spadá Liebigovo studium třaskavého stříbra (fulminanu stříbrného), jež vedlo k objevu izomerie. Liebig byl první, kterému se podařilo připravit brom. Protože Liebig uvolnil brom chlorovou vodu (destilovaná voda nasycená chlorem) z matečných louhů po vykrystalizování soli z mořské vody, dal mu jméno murid (těmto louhům se latinsky říkalo muria). Ovšem Liebig přehlédl elementární povahu uvolněného plynu, neboť ho pokládal za chlorid jodu, a tak prvenství objevu bromu připadlo A. J. Balardovi roku 1826.
Liebig se v té době ale především věnoval analýze organických látek – kyseliny močové, hippurové, kafru a jiných – a shledal, že používané postupy jsou komplikované a pomalé. Švédský chemik J. J. Berzelius (1779–1848) potřeboval například k analýze 7 sloučenin 18 měsíců. Liebig, jehož zajímala i aparaturní stránka, vypracoval v roce 1831 nový systém a stal se zakladatelem moderní organické analýzy. Dodnes je běžně používán Liebigův chladič; oproti tomu se spíše raritou stal tzv. kalyaparát. Jeho postup, známý jako Liebigova elementární analýza, celý proces zrychlil, takže Liebig dokázal analyzovat 72 sloučenin během 3 měsíců. Patřily mezi ně např. koniin a kofein. O rok později připravil některé chlorderiváty uhlovodíků, mj. chloroform, a spolu s německým chemikem F. Wöhlerem (1800–1882) vypracoval představu o radikálech jako skupinách atomů, které jsou přítomné v určitých třídách sloučenin. První z radikálů, které spolu objevili, nazvali benzoyl, protože pocházel z kyseliny benzoové, přičemž koncovku „yl“ použili z řečtiny, kde „hyle“ znamená hmotu.
V roce 1837 pobýval Liebig v Anglii a Irsku, kde se zajímal o průmysl a zemědělství a soustředil se na zemědělskou chemii, jejímž zakladatelem se stal. Původně se domníval, že rostliny získávají dusík přímo ze vzduchu, ale na svém experimentálním poli v Giessenu se přesvědčil o složitosti problému. Ve svém díle „Die Chemie in ihrer Anwendung auf Agrikultur und Physiologie“ z roku 1840 upozornil na ohromná množství živin, které rostliny odnímají každou sklizní půdě a na základě četných rozborů kulturních plodin dovodil, že chlévská mrva nemůže nahradit v dostatečném množství ztráty způsobené sklizní. Liebig na základě svých zkušeností také vyslovil známý zákon minima. Přispěl tak k zavedení a rozvoji výroby průmyslových hnojiv.
Roku 1842 se jako první pokusil v odborném spise položit přírodovědné základy medicíny. O pět let později jeho studie masa a vývaru z něj vedly k založení firmy Liebig’s Extract of Meat Company, vyrábějící masový extrakt doporučovaný jako posilující potravina. Firma si později registrovala ochrannou známku Oxo na kostky masového bujónu. Roku 1852 byl povolán do Mnichova, kde se nadále věnoval praktickým problémům jako byla výroba kypřícího prášku do pečiva nebo potravy pro kojence. Dalších  úspěchů dosáhl Liebig vývojem  prášku do pečiva, speciální dětské výživy a ve výrobě zrcadel.
V roce 1832 založil časopis Annalen der Pharmacie, který uveřejňoval hlavně nové práce z organické chemie. Po jeho smrti byl časopis v roce 1873 přejmenován na Justus Liebig's Annalen der Chemie, jak je znám dodnes. Psal také populárně vědecké články,  jejichž cílem bylo zpřístupnit chemii širšímu publiku. 

## Hlavní díla
- Anleitung zur Analyse organischen Körpern, 1837
- Die Chemie in ihrer Anwendung auf Agrikultur und Physiologie, 1840
- Das Verhältnis der Tierchemie zur Tierphysiologie, 1844
- Grundsätze der Agrikulturchemie, 1855